# Оскар Агілера
Оскар Агілера (ісп. Oscar Aguilera, нар. 11 березня 1935, Асунсьйон) — парагвайський футболіст, що грав на позиції нападника, зокрема за національну збірну Парагваю.

## Клубна кар'єра
У дорослому футболі дебютував 1955 року виступами за команду «Олімпія» (Асунсьйон), в якій провів три сезони. 
Своєю грою за цю команду привернув увагу представників тренерського штабу клубу «Севілья», до складу якого приєднався 1958 року. В Іспанії не зміг пробитися до основної команди із Севільї і протягом наступних трьох сезонів кар'єри взяв участь лише у 4 матчах іспанської першості.
Згодом грав за друголігові іспанські «Сан-Фернандо» та «Гранаду».

## Виступи за збірну
1956 року дебютував в офіційних матчах у складі національної збірної Парагваю. Протягом кар'єри у національній команді, яка тривала 3 роки, провів у її формі 11 матчів, забивши 6 голів.
Був у заявці збірної на чемпіонат світу 1958 року у Швеції, однак на поле в іграх світової першості не виходив.